# Klaus Guingand
Klaus Guingand, né à Mâcon, le 12 février 1962, est un artiste contemporain français.
Il accède à la notoriété durant la première moitié des années 1990, à travers la réalisation d'une série picturale d'ombres, d'après modèle, de diverses personnalités de son temps. Son travail aborde essentiellement des questions liées à la représentation de l'individu, mais également à la valeur accordée à l'art, lui amenant le soutien voire la collaboration de certaines importantes figures du monde de l'art telles que le galeriste américain Leo Castelli ou l'historien et critique d'art Pierre Restany.

## Biographie

### Jeunesse et débuts
Klaus Guingand passe son enfance à Macôn où il grandit au sein d’un milieu ouvrier. Il manifeste dès son plus jeune âge une sensibilité forte pour le dessin. Ne parvenant pas à se conformer au cadre du système scolaire, il s'en trouve exclu l’année de ses 12 ans. Évoluant dans un cadre familial profondément étranger à la culture et aux arts, Guingand vit une adolescence difficile l’amenant par désœuvrement vers la petit délinquance. Il expliquera plus tard avoir été sauvé d’une telle trajectoire grâce à sa nature curieuse, ainsi que par l’accès libre à la bibliothèque municipale, lui permettant d’y découvrir les premières sources d’éveil, d’initiation et d’apprentissage culturel et artistique.
Cherchant à fuir cet environnement, il s’installe en 1980 sur la Côte d’Azur, avant de déménager 2 ans plus tard à Paris. Côtoyant principalement les lieux de vie nocturnes de la capitale en parallèle d'une activité de mannequinat, il parvient progressivement à vivre de son travail, se spécialisant dans la restauration et la décoration d’intérieur, ainsi que dans la création de pochettes de disques. Durant cette période, il se fait connaitre pour la première fois à travers la réalisation d’une série de sculpture, à l’échelle, du sexe de différentes femmes qu’il fréquente,.

### La série desOmbres
En 1987, Gilles Roignant, PDG du Palace à Paris devient le mécène de Guingand et lui offre d'établir son atelier dans les loges supérieures de l'iconique club parisien. C'est dans ce cadre que Klaus Guingand débute la même année son œuvre picturale sur la représentation de l'individu, en immortalisant uniquement l'ombre grandeur nature de personnalités, sur des toiles de 2 m sur 1,50 m. Chacune d'entre elles est réalisée suivant un processus similaire : le sujet est d'abord invité à poser durant quelques minutes devant une toile blanche sur laquelle est projeté son ombre à l'aide d'un spot directionnel. Guingand en trace alors le contour. Suivant sa volonté de faire symboliquement de l’œuvre une coproduction entre le propriétaire de l'ombre et l'artiste, chaque tableau est consigné avec la personnalité concernée,. La toile est ensuite achevée en atelier où l'ombre est matérialisée à l'aide de peinture acrylique noire,,. Guingand emploie le même processus de création à quelques exceptions près; l'ombre de Michel Petrucciani occupe par exemple un triptyque afin de pouvoir y être projetée avec celle du Steinway modèle D du pianiste. Suivant leurs souhaits, celles des stylistes Kenzō Takada et Claude Montana sont respectivement peintes en jaune foncé sur fond jaune pour le premier, et bleu pour le second,,.
Deux cents personnalités poseront pour Klaus Guingand dont Steven Spielberg, l'Abbé Pierre, Oliver Stone, Serge Gainsbourg, Lauren Bacall, Catherine Deneuve, Jasper Johns, Jacques Chirac ou encore Carla Bruni,,. Guingand explique lors de diverses expositions médiatiques qu'à travers son travail, il s’agit avant tout de cerner une représentation de l’individu à travers laquelle « il n’y ait pas de mensonge possible »,,,. L'ombre de profil constitue à ses yeux une représentation « arrivant à l'essentiel » de personnes érigées en « exemples » de leur époque dans des domaines culturels, artistiques, médiatique, politique, religieux, économique ou sociaux variés,,. Il apparait nécessaire pour Guingand que les ombres « disparaissent » à terme, aucune des toiles n'étant vernie de sorte que « la patine du temps s'exerce sur elles ».
En 1988, certaines ombres se voient offrir une visibilité dans l'émission de télévision Lunettes noires pour nuits blanches, alors tournée au Palace, et présenté par Thierry Ardisson. À la suite de sa rencontre avec l'animateur, Guingand participera en 1992 à l'élaboration du talk show Double Jeu en imaginant le concept de la rubrique "La Question"[source insuffisante].
Klaus Guingand présente pour la première fois certaines des Ombres en 1988 au Privilège, situé sous le Palace. De 1988 à 1992, plusieurs œuvres de l'artiste sont régulièrement exposées dans des cadres tels que la Foire internationale d'art contemporain 1991 ou le Salon des indépendants 1992 au Grand Palais,.
Une rétrospective des Ombres a lieu en octobre 1993 dans le cadre de la 8e édition du festival de l'image de film à Chalon-sur-Saône,. C'est cependant en mars 1995 que ce travail permet à Klaus Guingand d'accéder à la notoriété avec l'exposition À l'ombre du Carrousel: 100 toiles contre le sida au Carrousel du Louvre, fossé Charles V, alors récemment excavé. Guingand est le premier artiste contemporain à exposer en ce lieu,, bénéficiant du haut parrainage du Premier ministre Édouard Balladur,.
L'exposition est suivie le 1er juin de la même année par la vente aux enchères de ses ombres au profit de la lutte contre le sida, au Cirque d'Hiver de Paris,,,. Sur la centaine de toiles présentées, soixante-deux sont vendues, rapportant l’équivalent de 250 000 dollars à l'association Solidarité sida.
En 2004, Guingand débute sa dernière série d'ombres avec la participation de vingt artistes contemporains incluant en outre Pierre Soulages, Yayoi Kusama, Jasper Johns ou le sculpteur César. Durant le processus de réalisation, chaque artiste est invité devant caméra à exprimer ce que représente pour lui l'ombre. En 2006, une partie de ces nouvelles ombres font l’objet d’une exposition intitulée Shadow Follows the Substance.

### Art Warning the World(2012-2015)
En 2003, Klaus Guingand imagine le principe d’une œuvre collaborative internationale qui impliquerait des artistes de chaque pays. Le projet débute en juin 2012.
Au cours des trois années suivantes, Guingand parvient à contacter et mobiliser 202 artistes issus de 200 pays différents,. Ils sont invités à poser en photo et vidéo avec leur drapeau national ou régional sur lequel est inscrit en langue locale « Quand le mot liberté disparaîtra des dictionnaires, il sera trop tard pour réagir ». Chaque artiste effectue sa propre traduction de la phrase. En 2015, l’œuvre prends la forme d'un site internet sur lequel sont mis en ligne les clichés et vidéos recueillies, ainsi qu'une vidéo reprenant l'ensemble des photos collectées,,.